# Protorchestia campbelliana
Protorchestia campbelliana is een vlokreeftensoort uit de familie van de Talitridae. De wetenschappelijke naam van de soort is voor het eerst geldig gepubliceerd in 1964 door Bousfield.